# Signifer

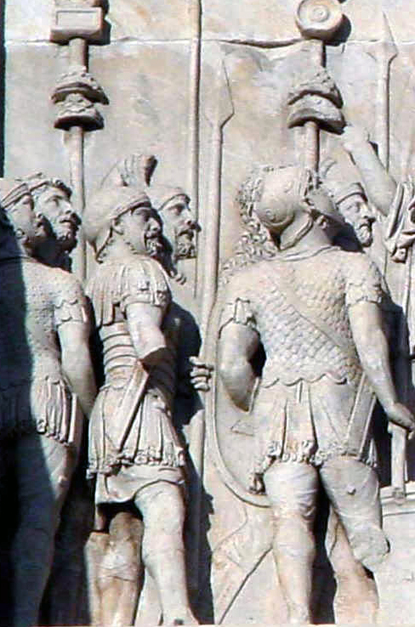
Relieves del Arco de Constantino en Roma, en los que se aprecía la presencia de varios signiferes portando varios signa de centurias.

El signifer era en las unidades de infantería del ejército romano un suboficial encargado de llevar el signum o enseña de cada centuria.
Su categoría era la de miles principalis y era elegido por su valor, dominio del oficio militar y honradez. Por ello, también se le encomendaba la custodia de la caja de ahorros de su centuria, que, unida a las del resto de las centurias, se custodiaba en el aedes o capilla de los principia del campamento de la unidad, capilla en la que se encontraban los estandartes de cada legión o cohorte auxiliar cuando no salían las tropas al campo.
Dentro de cada centuria, el signifer dependía del centurio a través del optio. Podía ascender a optio o bien, en las legiones a aquilifer o portador del aquila, la principal enseña de la unidad, o a imaginifer, portador del retrato del emperador, y en las unidades auxiliares a vexillarius o portador del vexillum o bandera de la unidad.
Los signiferes sólo desaparecieron con la disolución del ejército romano, en el siglo V en occidente, y bajo Justiniano en oriente.

## Equipamiento

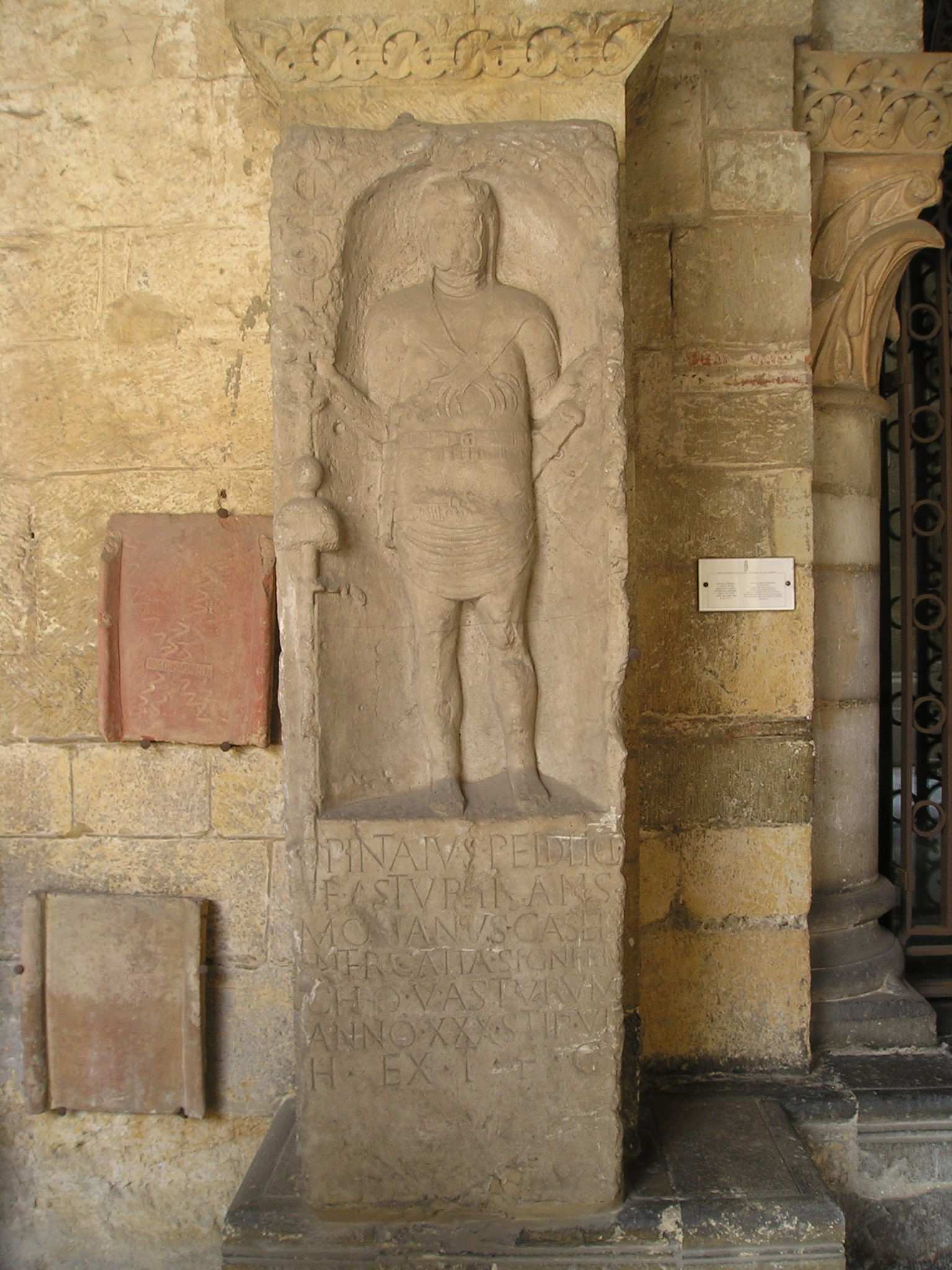
Epitafio de Pintaius Pedicili F, que fue signifer de la Cohors V Asturum a medidos del siglo I.

Un signifer utilizaba un equipo similar al de otros soldados, pero se distinguía de ellos en algunos detalles, y así su equipo durante el Alto Imperio constaba de:
- el signum o estandarte de la centuria, que estaba formado por un asta de madera decorada con discos metálicos o phalerae, que podían indicar bien el número de la centuria de la cohorte -de uno a seis- bien las condecoraciones colectivas obtenidas por la centuria, un cartel en el que indicaba la unidad a la que pertenecía -p. ej.- COH IV PRAET, LEG XX VV, COH V AST-, y culminaba en una lanza en las unidades auxiliares o en una mano abierta o signum en las legiones y cohortes pretorianas.
- un casco, llamado gálea en el Alto Imperio recubierto con una piel de animal como un oso o un león -animal de Hércules-. Este tipo de casco era característico de los signiferes
- un subarmalis de cuero -pieza que se llevaba debajo de la armadura-
- una lorica hamata de hierro
- un gladius con su vaina a la derecha
- brachae o pantalones de lana
- caligae o botas claveteadas en la suela